# Élections municipales françaises de 2026
Pour un article plus général, voir Élections municipales en France.
Les élections municipales françaises de 2026 visent à procéder au renouvellement des conseils municipaux des communes françaises et des conseils communautaires des intercommunalités. Ces élections sont prévues en mars 2026.

## Contexte
Lors des dernières élections municipales, marquée par la pandémie de Covid-19 et par la plus forte abstention lors d'élections municipales en France, la gauche a renversé la vapeur par rapport à 2014 en réduisant l'écart de voix par rapport à la droite, en remportant par exemple Annecy, Marseille, Lyon ou encore Saint-Paul. La droite arrive tout de même à reprendre quelques villes des mains de la gauche, tel que Metz. Le Rassemblement national, quant à lui, arrive à se renforcer localement et gagne, entre autres, la ville de Perpignan, tout en conservant les communes déjà sous leur pavillon.
L'élection présidentielle et les législatives de 2022 voient le pouvoir d'Emmanuel Macron, réélu, et de sa majorité présidentielle être affaibli par la montée de l'extrême droite et de la gauche, tandis que Les Républicains se retrouvent encore plus amoindri et leur groupe à l'Assemblée nationale est le plus petit que la droite ait connu depuis le début de la Ve République.
Les élections européennes du 9 juin 2024 voient le Rassemblement national s'envoler, tout en voyant la liste de la majorité présidentielle perdre près de la moité de ses sièges. La gauche y part éclatée, alors qu'elle s'était réunie en 2022 en formant la NUPES. La liste du Parti socialiste et de Place publique et celle de La France insoumise arrivent à avoir de nouveaux sièges, tandis que le Parti communiste n'obtient toujours pas de sièges et que Les Écologistes se retrouvent à 5 sièges au lieu de 13.
Dans ce chaos politique s'ajoute la dissolution de l'Assemblée nationale par Emmanuel Macron au soir des résultats des élections européennes. De nouvelles élections législatives ont donc lieu les 30 juin et 7 juillet 2024. Ces élections chamboulent le spectre politique français, déjà perturbé. La gauche s'unit à nouveau, cette fois-ci en ne se cantonnant pas qu'aux quatre partis déjà présents dans l’hémicycle, et créée le Nouveau Front populaire en quelques heures seulement. Les Républicains, quant à eux, vivent une crise sans précédent, en voyant son président, Éric Ciotti, s'allier avec le Rassemblement national. Le centre vit mal cette décision du chef de l'État, mais conserve la coalition Ensemble pour la République. Lors de l'entre-deux-tours, au vu des résultats de l'extrême droite, la gauche appelle au front républicain, auquel la majorité des candidats qualifiés pour le second tour adhèrent. Les résultats voient l'union de la gauche emporter une très courte majorité relative de 193 députés, tandis que le Rassemblement national devient le premier groupe à l'Assemblée nationale, avec 37 nouveaux députés. Éric Ciotti arrive à former un groupe grâce aux 18 candidats l'ayant suivi. Le centre s'effondre, en perdant un tiers de ses députés.

## Modalités

### Dates
Ces élections se tiendront en mars 2026, les dates précises seront annoncées par décret au moins 3 mois avant le scrutin.

### Mode de scrutin
Pour la première fois, les élections municipales de 2026 se dérouleront avec un mode de scrutin identique pour toutes les communes, quelle que soit leur taille : le scrutin proportionnel plurinominal avec prime majoritaire. Toutefois, les communes de moins de 1 000 habitants de la Polynésie française restent soumises aux règles antérieures, dans l'attente d'une probable ordonnance prévue par la loi du 21 mai 2025.
Le nombre de sièges à pourvoir dépend, pour les communes de droit commun, du nombre d'habitants, conformément au tableau figurant à l'article L2121-2 du code général des collectivités territoriales. Pour la Ville de Paris et les communes de Marseille et de Lyon, le nombre de sièges est fixé aux articles L2512-3 et L2513-1 de ce même code.
| Habitants         | Sièges |
| ----------------- | ------ |
| 0 - 99            | 7      |
| 100 - 499         | 11     |
| 500 - 1 499       | 15     |
| 1 500 - 2 499     | 19     |
| 2 500 - 3 499     | 23     |
| 3 500 - 4 999     | 27     |
| 5 000 - 9 999     | 29     |
| 10 000 - 19 999   | 33     |
| 20 000 - 29 999   | 35     |
| 30 000 - 39 999   | 39     |
| 40 000 - 49 999   | 43     |
| 50 000 - 59 999   | 45     |
| 60 000 - 79 999   | 49     |
| 80 000 - 99 999   | 53     |
| 100 000 - 149 999 | 55     |
| 150 000 - 199 999 | 59     |
| 200 000 - 249 999 | 61     |
| 250 000 - 299 999 | 65     |
| 300 000 +         | 69     |
| Lyon              | 73     |
| Marseille         | 111    |
| Paris             | 163    |

#### Dispositions applicables
Dans l'ensemble des communes, l'élection des conseillers municipaux se déroule selon un scrutin de liste à deux tours avec prime majoritaire : les candidats se présentent en listes complètes avec la possibilité de deux candidats supplémentaires. Toutefois, dans les communes de moins de 1 000 habitants, la liste est réputée complète si elle compte jusqu'à deux candidats de moins que l'effectif prévu. Lors du vote, on ne peut faire ni adjonction, ni suppression, ni modification de l'ordre de présentation des listes,.
L'élection peut se limiter à un seul tour en cas de majorité absolue, ou donner lieu à un second tour, auquel cas :
- les listes qui ont obtenu au moins 10 % des suffrages exprimés peuvent s'y maintenir ;
- les candidats d'une liste qui a obtenu plus de 5 %, sans pouvoir se maintenir en tant que tels, peuvent cependant rejoindre une autre liste[8], ce qui peut amener à modifier l'ordre de présentation des candidats.

A l'issue de l'élection, les sièges sont répartis comme suit : une prime majoritaire de la moitié des sièges (arrondie le cas échéant) est d'abord attribuée à la liste ayant obtenu le plus grand nombre de voix ; puis les autres sièges sont répartis entre toutes les listes ayant obtenu au moins 5% des suffrages exprimés, y compris la liste arrivée en tête, à la représentation proportionnelle suivant la règle de la plus forte moyenne.

#### Régimes particuliers de Paris, Marseille et Lyon
Pour la première fois depuis 1982, les élections municipales à Paris, Marseille et Lyon se dérouleront dans les mêmes conditions que dans l'ensemble des communes, c'est-à-dire avec une circonscription unique au niveau de la commune. En effet, jusqu'alors, l'élection avait lieu par secteur : certains élus de chaque secteur constituant ensuite le conseil de Paris ou le conseil municipal.
Dans ces trois communes, deux scrutins sont ainsi organisés en même temps : l'élection des conseillers de Paris ou conseillers municipaux d'une part, et celle des conseillers d'arrondissement d'autre part. Les deux scrutins se déroulent selon les règles applicables aux autres communes : le scrutin proportionnel plurinominal, avec prime majoritaire.
Par dérogation aux règles applicables dans les autres communes, à Paris, Marseille et Lyon, la prime majoritaire attribuée à la liste arrivée en tête correspond à un quart du nombre des sièges du conseil de Paris ou du conseil municipal. Pour les conseils d'arrondissement, la prime majoritaire demeure, comme pour les autres communes, de la moitié des sièges.

#### Régime particulier pour les communes nouvelles
Dans les communes nouvelles, pour le premier renouvellement suivant sa création, le nombre de conseillers municipaux à élire correspond à celui attribué à la strate démographique strictement supérieure. Toutefois, ce nombre ne peut être inférieur au tiers de l’addition des conseillers municipaux élus lors du précédent renouvellement général des conseils municipaux, ni être supérieur à soixante-neuf. L'effectif du conseil municipal reste identique jusqu’au troisième renouvellement général des conseils municipaux suivant la création de la commune nouvelle.
Pour les élections municipales de 2026, toutes les communes nouvelles sont donc concernées par ces dispositions puisque le statut a été créé en 2010 et que seulement deux renouvellements généraux ont eu lieu depuis (2014 et 2020).

#### Intercommunalités et métropole de Lyon
Les délégués d'une commune au sein du conseil des communautés de communes, des communautés d'agglomération, des communautés urbaines et des métropoles sont élus lors des élections municipales.
Chaque commune est représentée au conseil communautaire par un nombre de représentants tenant compte de sa population, élus comme suit :
- commune de moins de 1 000 habitants : les représentants de la commune au conseil communautaire sont les membres du conseil municipal désignés dans l'ordre du tableau (maire, puis adjoints, puis conseillers municipaux)[13] ;
- commune de plus de 1 000 habitants : les conseillers communautaires sont élus en même temps que les conseillers municipaux. Sur un seul et même bulletin doivent figurer la liste des candidats au conseil municipal et celle des candidats au conseil communautaire (scrutin fléché)[14].

Dans le cas de la métropole de Lyon, qui est une collectivité à statut particulier, les 150 conseillers métropolitains siégeant au conseil de la métropole de Lyon sont élus au suffrage universel direct en parallèle des élections municipales dans les 59 communes concernées. Le territoire est découpé en 14 circonscriptions métropolitaines ; ainsi, un conseiller métropolitain représente non pas une commune mais une circonscription.

## Résultats

### Taux de participation
| Taux de participation | 1er tour | Différence avec 2020 | 2d tour | Différence avec 2020 | Différence entre les deux tours |
| --------------------- | -------- | -------------------- | ------- | -------------------- | ------------------------------- |
| À 12 h                |          |                      |         |                      |                                 |
| À 17 h                |          |                      |         |                      |                                 |
| Final                 |          |                      |         |                      |                                 |

### Résultats nationaux par nuances
| Listes | Listes | Listes | Premier tour | Premier tour | Premier tour | Second tour | Second tour | Second tour | Total sièges | Total sièges | +/- |
| Listes | Listes | Listes | Voix         | %            | Sièges       | Voix        | %           | Sièges      | Nombre       | %            | +/- |
| ------ | ------ | ------ | ------------ | ------------ | ------------ | ----------- | ----------- | ----------- | ------------ | ------------ | --- |
| Total  | Total  | Total  |              | 100          |              |             | 100         |             |              | 100          |     |

### Communes de plus de100 000 habitants
N.B. : les liens internes des noms des villes dans le tableau ci-dessous mènent vers les pages dédiées à leurs scrutins respectifs.
| Commune                         | Département         | Maire sortant(e)         | Parti | Parti   | Maire élu(e) | Parti | Parti |
| ------------------------------- | ------------------- | ------------------------ | ----- | ------- | ------------ | ----- | ----- |
| Aix-en-Provence                 | Bouches-du-Rhône    | Sophie Joissains         |       | UDI     |              |       |       |
| Amiens                          | Somme               | Hubert de Jenlis         |       | RE      |              |       |       |
| Angers                          | Maine-et-Loire      | Christophe Béchu         |       | HOR     |              |       |       |
| Annecy                          | Haute-Savoie        | François Astorg*         |       | ECO     |              |       |       |
| Argenteuil                      | Val-d'Oise          | Georges Mothron          |       | LR      |              |       |       |
| Besançon                        | Doubs               | Anne Vignot              |       | LÉ      |              |       |       |
| Bordeaux                        | Gironde             | Pierre Hurmic            |       | LÉ      |              |       |       |
| Boulogne-Billancourt            | Hauts-de-Seine      | Pierre-Christophe Baguet |       | LR      |              |       |       |
| Brest                           | Finistère           | François Cuillandre      |       | PS      |              |       |       |
| Caen                            | Calvados            | Aristide Olivier         |       | DVD     |              |       |       |
| Clermont-Ferrand                | Puy-de-Dôme         | Olivier Bianchi          |       | PS      |              |       |       |
| Dijon                           | Côte-d'Or           | Nathalie Koenders        |       | PS      |              |       |       |
| Grenoble                        | Isère               | Éric Piolle*             |       | LÉ      |              |       |       |
| Le Havre                        | Seine-Maritime      | Édouard Philippe         |       | HOR     |              |       |       |
| Le Mans                         | Sarthe              | Stéphane Le Foll         |       | PS      |              |       |       |
| Lille                           | Nord                | Arnaud Deslandes         |       | PS      |              |       |       |
| Limoges                         | Haute-Vienne        | Émile Roger Lombertie    |       | DVD     |              |       |       |
| Lyon                            | Métropole de Lyon   | Grégory Doucet           |       | LÉ      |              |       |       |
| Marseille                       | Bouches-du-Rhône    | Benoît Payan             |       | DVG     |              |       |       |
| Metz                            | Moselle             | François Grosdidier      |       | SL      |              |       |       |
| Montpellier                     | Hérault             | Michaël Delafosse        |       | PS      |              |       |       |
| Montreuil                       | Seine-Saint-Denis   | Patrice Bessac           |       | PCF     |              |       |       |
| Mulhouse                        | Haut-Rhin           | Michèle Lutz             |       | DVD     |              |       |       |
| Nancy                           | Meurthe-et-Moselle  | Mathieu Klein            |       | PS      |              |       |       |
| Nantes                          | Loire-Atlantique    | Johanna Rolland          |       | PS      |              |       |       |
| Nice                            | Alpes-Maritimes     | Christian Estrosi        |       | LFA-HOR |              |       |       |
| Nîmes                           | Gard                | Jean-Paul Fournier*      |       | LR      |              |       |       |
| Orléans                         | Loiret              | Serge Grouard            |       | DVD     |              |       |       |
| Paris                           | Paris               | Anne Hidalgo*            |       | PS      |              |       |       |
| Perpignan                       | Pyrénées-Orientales | Louis Aliot              |       | RN      |              |       |       |
| Reims                           | Marne               | Arnaud Robinet           |       | HOR     |              |       |       |
| Rennes                          | Ille-et-Vilaine     | Nathalie Appéré          |       | PS      |              |       |       |
| Rouen                           | Seine-Maritime      | Nicolas Mayer-Rossignol  |       | PS      |              |       |       |
| Saint-Denis (La Réunion)        | La Réunion          | Ericka Bareigts          |       | PS      |              |       |       |
| Saint-Denis (Seine-Saint-Denis) | Seine-Saint-Denis   | Mathieu Hanotin          |       | PS      |              |       |       |
| Saint-Étienne                   | Loire               | Gaël Perdriau            |       | DVD     |              |       |       |
| Saint-Paul                      | La Réunion          | Emmanuel Séraphin        |       | PLR     |              |       |       |
| Strasbourg                      | Bas-Rhin            | Jeanne Barseghian        |       | LÉ      |              |       |       |
| Toulon                          | Var                 | Josée Massi              |       | DVD     |              |       |       |
| Toulouse                        | Haute-Garonne       | Jean-Luc Moudenc         |       | LFA     |              |       |       |
| Tours                           | Indre-et-Loire      | Emmanuel Denis           |       | LÉ      |              |       |       |
| Villeurbanne                    | Métropole de Lyon   | Cédric Van Styvendael    |       | PS      |              |       |       |
| * Ne se représente pas          |                     |                          |       |         |              |       |       |

### Résultats par collectivité
La France compte 18 régions administratives : 13 en France métropolitaine dont l'une présente un statut particulier (Corse) depuis 2016 et 5 Régions et Départements d'outre-mer ainsi que 5 Collectivités d'outre-mer et d'une disposant d'un statut sui generis (Nouvelle-Calédonie). À l'exception de Saint-Barthélemy, de Saint-Martin et de Wallis-et-Futuna, se tiendront dans chacune d'elles, dans le courant de l'année 2026, des élections municipales.
N.B. : les liens internes des noms des villes et des départements dans le tableau ci-dessous mènent vers les pages des résultats par département ou vers leurs pages dédiées.

#### RégionAuvergne-Rhône-Alpes
| Département       | Commune          | Maire sortant         | Parti | Parti | Maire entrant | Parti | Parti |
| ----------------- | ---------------- | --------------------- | ----- | ----- | ------------- | ----- | ----- |
| Ain (01)          | Bourg-en-Bresse  | Jean-François Debat   |       | PS    |               |       |       |
| Allier (03)       | Moulins          | Pierre-André Périssol |       | LR    |               |       |       |
| Ardèche (07)      | Privas           | Michel Valla          |       | DVD   |               |       |       |
| Cantal (15)       | Aurillac         | Pierre Mathonier      |       | PS    |               |       |       |
| Drôme (26)        | Valence          | Nicolas Daragon       |       | LR    |               |       |       |
| Isère (38)        | Grenoble         | Éric Piolle           |       | LÉ    |               |       |       |
| Loire (42)        | Saint-Étienne    | Gaël Perdriau         |       | DVD   |               |       |       |
| Haute-Loire (43)  | Le Puy-en-Velay  | Michel Chapuis        |       | UDI   |               |       |       |
| Puy-de-Dôme (63)  | Clermont-Ferrand | Olivier Bianchi       |       | PS    |               |       |       |
| Rhône (69)        | Lyon             | Grégory Doucet        |       | LÉ    |               |       |       |
| Savoie (73)       | Chambéry         | Thierry Repentin      |       | DVG   |               |       |       |
| Haute-Savoie (74) | Annecy           | François Astorg       |       | ECO   |               |       |       |

#### RégionBourgogne-Franche-Comté
| Département                | Commune         | Maire sortant         | Parti | Parti | Maire entrant | Parti | Parti |
| -------------------------- | --------------- | --------------------- | ----- | ----- | ------------- | ----- | ----- |
| Côte-d'Or (21)             | Dijon           | Nathalie Koenders     |       | PS    |               |       |       |
| Doubs (25)                 | Besançon        | Anne Vignot           |       | LÉ    |               |       |       |
| Jura (39)                  | Lons-le-Saunier | Jean-Yves Ravier      |       | DVG   |               |       |       |
| Nièvre (58)                | Nevers          | Denis Thuriot         |       | RE    |               |       |       |
| Haute-Saône (70)           | Vesoul          | Alain Chrétien        |       | HOR   |               |       |       |
| Saône-et-Loire (71)        | Mâcon           | Jean-Patrick Courtois |       | LR    |               |       |       |
| Yonne (89)                 | Auxerre         | Crescent Marault      |       | HOR   |               |       |       |
| Territoire de Belfort (90) | Belfort         | Damien Meslot         |       | LR    |               |       |       |

#### RégionBretagne
| Département          | Commune      | Maire sortant   | Parti | Parti | Maire entrant | Parti | Parti |
| -------------------- | ------------ | --------------- | ----- | ----- | ------------- | ----- | ----- |
| Côtes-d'Armor (22)   | Saint-Brieuc | Hervé Guihard   |       | PP    |               |       |       |
| Finistère (29)       | Quimper      | Isabelle Assih  |       | PS    |               |       |       |
| Ille-et-Vilaine (35) | Rennes       | Nathalie Appéré |       | PS    |               |       |       |
| Morbihan (56)        | Vannes       | David Robo      |       | HOR   |               |       |       |

#### RégionCentre-Val-de-Loire
| Département         | Commune     | Maire sortant      | Parti | Parti       | Maire entrant | Parti | Parti |
| ------------------- | ----------- | ------------------ | ----- | ----------- | ------------- | ----- | ----- |
| Cher (18)           | Bourges     | Yann Galut         |       | DVG         |               |       |       |
| Eure-et-Loir (28)   | Chartres    | Jean-Pierre Gorges |       | LR          |               |       |       |
| Indre (36)          | Châteauroux | Gil Avérous        |       | LR          |               |       |       |
| Indre-et-Loire (37) | Tours       | Emmanuel Denis     |       | LÉ          |               |       |       |
| Loir-et-Cher (41)   | Blois       | Marc Gricourt      |       | PS          |               |       |       |
| Loiret (45)         | Orléans     | Serge Grouard      |       | DVD (Ex-LR) |               |       |       |

#### RégionCorse
| Département       | Commune | Maire sortant     | Parti | Parti | Maire entrant | Parti | Parti |
| ----------------- | ------- | ----------------- | ----- | ----- | ------------- | ----- | ----- |
| Corse-du-Sud (2A) | Ajaccio | Stéphane Sbraggia |       | HOR   |               |       |       |
| Haute-Corse (2B)  | Bastia  | Pierre Savelli    |       | FaC   |               |       |       |

#### RégionGrand Est
| Département             | Commune              | Maire sortant       | Parti | Parti       | Maire entrant | Parti | Parti |
| ----------------------- | -------------------- | ------------------- | ----- | ----------- | ------------- | ----- | ----- |
| Ardennes (08)           | Charleville-Mézières | Boris Ravignon      |       | DVD (Ex-LR) |               |       |       |
| Aube (10)               | Troyes               | François Baroin     |       | LR          |               |       |       |
| Marne (51)              | Châlons-en-Champagne | Benoist Apparu      |       | DVD         |               |       |       |
| Haute-Marne (52)        | Chaumont             | Christine Guillemy  |       | MoDem       |               |       |       |
| Meurthe-et-Moselle (54) | Nancy                | Mathieu Klein       |       | PS          |               |       |       |
| Meuse (55)              | Bar-le-Duc           | Martine Joly        |       | PRV         |               |       |       |
| Moselle (57)            | Metz                 | François Grosdidier |       | SL          |               |       |       |
| Bas-Rhin (67)           | Strasbourg           | Jeanne Barseghian   |       | LÉ          |               |       |       |
| Haut-Rhin (68)          | Colmar               | Éric Straumann      |       | LR          |               |       |       |
| Vosges (88)             | Épinal               | Patrick Nardin      |       | DVD         |               |       |       |

#### RégionHauts-de-France
| Département        | Commune  | Maire sortant     | Parti | Parti  | Maire entrant | Parti | Parti |
| ------------------ | -------- | ----------------- | ----- | ------ | ------------- | ----- | ----- |
| Aisne (02)         | Laon     | Éric Delhaye      |       | UDI    |               |       |       |
| Nord (59)          | Lille    | Arnaud Deslandes  |       | PS     |               |       |       |
| Oise (60)          | Beauvais | Franck Pia        |       | UDI    |               |       |       |
| Pas-de-Calais (62) | Arras    | Frédéric Leturque |       | LC-LNC |               |       |       |
| Somme (80)         | Amiens   | Hubert de Jenlis  |       | RE     |               |       |       |

#### RégionÎle-de-France
| Département            | Commune            | Maire sortant        | Parti | Parti | Maire entrant | Parti | Parti |
| ---------------------- | ------------------ | -------------------- | ----- | ----- | ------------- | ----- | ----- |
| Paris (75)             | Paris              | Anne Hidalgo         |       | PS    |               |       |       |
| Seine-et-Marne (77)    | Melun              | Kadir Mebarek        |       | HOR   |               |       |       |
| Yvelines (78)          | Versailles         | François de Mazières |       | DVD   |               |       |       |
| Essonne (91)           | Évry-Courcouronnes | Stéphane Beaudet     |       | DVD   |               |       |       |
| Hauts-de-Seine (92)    | Nanterre           | Raphaël Adam         |       | DVG   |               |       |       |
| Seine-Saint-Denis (93) | Bobigny            | Abdel Sadi           |       | PCF   |               |       |       |
| Val-de-Marne (94)      | Créteil            | Laurent Cathala      |       | PS    |               |       |       |
| Val-d'Oise (95)        | Cergy              | Jean-Paul Jeandon    |       | PS    |               |       |       |

#### RégionNormandie
| Département         | Commune  | Maire sortant           | Parti | Parti       | Maire entrant | Parti | Parti |
| ------------------- | -------- | ----------------------- | ----- | ----------- | ------------- | ----- | ----- |
| Calvados (14)       | Caen     | Aristide Olivier        |       | DVD         |               |       |       |
| Eure (27)           | Évreux   | Guy Lefrand             |       | LR          |               |       |       |
| Manche (50)         | Saint-Lô | Emmanuelle Lejeune      |       | DVC         |               |       |       |
| Orne (61)           | Alençon  | Joaquim Pueyo           |       | DVG (Ex-PS) |               |       |       |
| Seine-Maritime (76) | Rouen    | Nicolas Mayer-Rossignol |       | PS          |               |       |       |

#### RégionNouvelle-Aquitaine
| Département               | Commune        | Maire sortant            | Parti | Parti       | Maire entrant | Parti | Parti |
| ------------------------- | -------------- | ------------------------ | ----- | ----------- | ------------- | ----- | ----- |
| Charente (16)             | Angoulême      | Xavier Bonnefont         |       | HOR         |               |       |       |
| Charente-Maritime (17)    | La Rochelle    | Thibaut Guiraud          |       | DVG         |               |       |       |
| Corrèze (19)              | Tulle          | Bernard Combes           |       | DVG (Ex-PS) |               |       |       |
| Creuse (23)               | Guéret         | Marie-Françoise Fournier |       | SE          |               |       |       |
| Dordogne (24)             | Périgueux      | Delphine Labails         |       | PS          |               |       |       |
| Gironde (33)              | Bordeaux       | Pierre Hurmic            |       | LÉ          |               |       |       |
| Landes (40)               | Mont-de-Marsan | Charles Dayot            |       | SE          |               |       |       |
| Lot-et-Garonne (47)       | Agen           | Jean Dionis du Séjour    |       | MoDem       |               |       |       |
| Pyrénées-Atlantiques (64) | Pau            | François Bayrou          |       | MoDem       |               |       |       |
| Deux-Sèvres (79)          | Niort          | Jérôme Baloge            |       | PRV         |               |       |       |
| Vienne (86)               | Poitiers       | Léonore Moncond'huy      |       | LÉ          |               |       |       |
| Haute-Vienne (87)         | Limoges        | Émile Roger Lombertie    |       | DVD (Ex-LR) |               |       |       |

#### RégionOccitanie
| Département              | Commune     | Maire sortant              | Parti | Parti | Maire entrant | Parti | Parti |
| ------------------------ | ----------- | -------------------------- | ----- | ----- | ------------- | ----- | ----- |
| Ariège (09)              | Foix        | Marine Bordes              |       | PS    |               |       |       |
| Aude (11)                | Carcassonne | Gérard Larrat              |       | DVD   |               |       |       |
| Aveyron (12)             | Rodez       | Christian Teyssèdre        |       | SE    |               |       |       |
| Gard (30)                | Nîmes       | Jean-Paul Fournier         |       | LR    |               |       |       |
| Haute-Garonne (31)       | Toulouse    | Jean-Luc Moudenc           |       | DVD   |               |       |       |
| Gers (32)                | Auch        | Christian Laprébende       |       | PS    |               |       |       |
| Hérault (34)             | Montpellier | Michaël Delafosse          |       | PS    |               |       |       |
| Lot (46)                 | Cahors      | Jean-Luc Marx              |       | DVG   |               |       |       |
| Lozère (48)              | Mende       | Régine Bourgade            |       | MoDem |               |       |       |
| Hautes-Pyrénées (65)     | Tarbes      | Gérard Trémège             |       | LR    |               |       |       |
| Pyrénées-Orientales (66) | Perpignan   | Louis Aliot                |       | RN    |               |       |       |
| Tarn (81)                | Albi        | Stéphanie Guiraud-Chaumeil |       | HOR   |               |       |       |
| Tarn-et-Garonne (82)     | Montauban   | Marie-Claude Berly         |       | LR    |               |       |       |

#### RégionPays de la Loire
| Département           | Commune          | Maire sortant    | Parti | Parti | Maire entrant | Parti | Parti |
| --------------------- | ---------------- | ---------------- | ----- | ----- | ------------- | ----- | ----- |
| Loire-Atlantique (44) | Nantes           | Johanna Rolland  |       | PS    |               |       |       |
| Maine-et-Loire (49)   | Angers           | Christophe Béchu |       | HOR   |               |       |       |
| Mayenne (53)          | Laval            | Florian Bercault |       | DVG   |               |       |       |
| Sarthe (72)           | Le Mans          | Stéphane Le Foll |       | PS    |               |       |       |
| Vendée (85)           | La Roche-sur-Yon | Luc Bouard       |       | HOR   |               |       |       |

#### RégionProvence-Alpes-Côte d'Azur
| Département                  | Commune         | Maire sortant            | Parti | Parti | Maire entrant | Parti | Parti |
| ---------------------------- | --------------- | ------------------------ | ----- | ----- | ------------- | ----- | ----- |
| Alpes-de-Haute-Provence (04) | Digne-les-Bains | Patricia Granet-Brunello |       | DVG   |               |       |       |
| Hautes-Alpes (05)            | Gap             | Roger Didier             |       | DVD   |               |       |       |
| Alpes-Maritimes (06)         | Nice            | Christian Estrosi        |       | HOR   |               |       |       |
| Bouches-du-Rhône (13)        | Marseille       | Benoît Payan             |       | DVG   |               |       |       |
| Var (83)                     | Toulon          | Josée Massi              |       | DVD   |               |       |       |
| Vaucluse (84)                | Avignon         | Cécile Helle             |       | PS    |               |       |       |

#### Régions d'outre-mer
| Département      | Commune        | Maire sortant          | Parti | Parti | Maire entrant | Parti | Parti |
| ---------------- | -------------- | ---------------------- | ----- | ----- | ------------- | ----- | ----- |
| Guadeloupe (971) | Basse-Terre    | André Atallah          |       | PS    |               |       |       |
| Martinique (972) | Fort-de-France | Didier Laguerre        |       | PPM   |               |       |       |
| Guyane (973)     | Cayenne        | Sandra Trochimara      |       | DVG   |               |       |       |
| La Réunion (974) | Saint-Denis    | Ericka Bareigts        |       | PS    |               |       |       |
| Mayotte (976)    | Mamoudzou      | Ambdilwahedou Soumaila |       | LR    |               |       |       |

#### Collectivités d'outre-meretCollectivitésui generis
| Collectivité                   | Commune | Maire sortant | Parti | Parti | Maire entrant | Parti | Parti |
| ------------------------------ | --- | --- | --- | --- | --- | --- | --- |
| Saint-Pierre-et-Miquelon (975) | Saint-Pierre | Yannick Cambray | | DVC | | | |
| Saint-Barthélemy (977)         | Les collectivités de Saint-Barthélemy et Saint-Martin étant des entités mono-communales, elles sont administrées directement par leurs conseils territoriaux respectifs, élus durant des élections spécifiques. | Les collectivités de Saint-Barthélemy et Saint-Martin étant des entités mono-communales, elles sont administrées directement par leurs conseils territoriaux respectifs, élus durant des élections spécifiques. | Les collectivités de Saint-Barthélemy et Saint-Martin étant des entités mono-communales, elles sont administrées directement par leurs conseils territoriaux respectifs, élus durant des élections spécifiques. | Les collectivités de Saint-Barthélemy et Saint-Martin étant des entités mono-communales, elles sont administrées directement par leurs conseils territoriaux respectifs, élus durant des élections spécifiques. | Les collectivités de Saint-Barthélemy et Saint-Martin étant des entités mono-communales, elles sont administrées directement par leurs conseils territoriaux respectifs, élus durant des élections spécifiques. | Les collectivités de Saint-Barthélemy et Saint-Martin étant des entités mono-communales, elles sont administrées directement par leurs conseils territoriaux respectifs, élus durant des élections spécifiques. | Les collectivités de Saint-Barthélemy et Saint-Martin étant des entités mono-communales, elles sont administrées directement par leurs conseils territoriaux respectifs, élus durant des élections spécifiques. |
| Saint-Martin (978)             | Les collectivités de Saint-Barthélemy et Saint-Martin étant des entités mono-communales, elles sont administrées directement par leurs conseils territoriaux respectifs, élus durant des élections spécifiques. | Les collectivités de Saint-Barthélemy et Saint-Martin étant des entités mono-communales, elles sont administrées directement par leurs conseils territoriaux respectifs, élus durant des élections spécifiques. | Les collectivités de Saint-Barthélemy et Saint-Martin étant des entités mono-communales, elles sont administrées directement par leurs conseils territoriaux respectifs, élus durant des élections spécifiques. | Les collectivités de Saint-Barthélemy et Saint-Martin étant des entités mono-communales, elles sont administrées directement par leurs conseils territoriaux respectifs, élus durant des élections spécifiques. | Les collectivités de Saint-Barthélemy et Saint-Martin étant des entités mono-communales, elles sont administrées directement par leurs conseils territoriaux respectifs, élus durant des élections spécifiques. | Les collectivités de Saint-Barthélemy et Saint-Martin étant des entités mono-communales, elles sont administrées directement par leurs conseils territoriaux respectifs, élus durant des élections spécifiques. | Les collectivités de Saint-Barthélemy et Saint-Martin étant des entités mono-communales, elles sont administrées directement par leurs conseils territoriaux respectifs, élus durant des élections spécifiques. |
| Wallis-et-Futuna (986)         | Le statut particulier de Wallis-et-Futuna fait que cette collectivité n'est pas découpée en communes mais en circonscriptions dont les représentants sont élus lors des élections territoriales.                | Le statut particulier de Wallis-et-Futuna fait que cette collectivité n'est pas découpée en communes mais en circonscriptions dont les représentants sont élus lors des élections territoriales.                | Le statut particulier de Wallis-et-Futuna fait que cette collectivité n'est pas découpée en communes mais en circonscriptions dont les représentants sont élus lors des élections territoriales.                | Le statut particulier de Wallis-et-Futuna fait que cette collectivité n'est pas découpée en communes mais en circonscriptions dont les représentants sont élus lors des élections territoriales.                | Le statut particulier de Wallis-et-Futuna fait que cette collectivité n'est pas découpée en communes mais en circonscriptions dont les représentants sont élus lors des élections territoriales.                | Le statut particulier de Wallis-et-Futuna fait que cette collectivité n'est pas découpée en communes mais en circonscriptions dont les représentants sont élus lors des élections territoriales.                | Le statut particulier de Wallis-et-Futuna fait que cette collectivité n'est pas découpée en communes mais en circonscriptions dont les représentants sont élus lors des élections territoriales.                |
| Polynésie française (987)      | Papeete | Michel Buillard | | Tapura | | | |
| Nouvelle-Calédonie (988)       | Nouméa | Sonia Lagarde | | RE | | | |

#### Résultats en nombre de maires
| Partis               | Partis                               | Maires sortants | Maires élus | Évolution |
| -------------------- | ------------------------------------ | --------------- | ----------- | --------- |
|                      | Parti socialiste                     | 22              |             |           |
|                      | Divers gauche                        | 12              |             |           |
|                      | Les Écologistes                      | 7               |             |           |
|                      | Divers écologiste                    | 1               |             |           |
|                      | Parti communiste français            | 1               |             |           |
|                      | Parti progressiste martiniquais      | 1               |             |           |
|                      | Place publique                       | 1               |             |           |
| Total gauche         | Total gauche                         | 45              |             |           |
|                      | Horizons                             | 10              |             |           |
|                      | Mouvement démocrate                  | 4               |             |           |
|                      | Renaissance                          | 3               |             |           |
|                      | Union des démocrates et indépendants | 3               |             |           |
|                      | Divers centre                        | 2               |             |           |
|                      | Parti radical                        | 2               |             |           |
|                      | Femu a Corsica                       | 1               |             |           |
|                      | Les Centristes - Le Nouveau Centre   | 1               |             |           |
|                      | Tapura huiraatira                    | 1               |             |           |
| Total centre         | Total centre                         | 27              |             |           |
|                      | Divers droite                        | 14              |             |           |
|                      | Les Républicains                     | 13              |             |           |
|                      | Soyons libres                        | 1               |             |           |
| Total droite         | Total droite                         | 28              |             |           |
|                      | Rassemblement national               | 1               |             |           |
| Total extrême droite | Total extrême droite                 | 1               |             |           |
|                      | Sans étiquette                       | 3               |             |           |
| Total                | Total                                | 104             | 104         | -         |